# Patrick Tambay
Patrick Tambay (París, Francia; 25 de junio de 1949 - 4 de diciembre de 2022) fue un piloto de automovilismo francés. Logró dos victorias, once podios y cinco pole positions en 114 carreras disputadas en Fórmula 1. Resultó cuarto en el campeonato de 1983. También compitió en Can-Am, ganando dos campeonatos.

## Trayectoria
Tras un subcampeonato y un tercer puesto en Fórmula 2 Europea, Tambay debutó en Fórmula 1 en la novena carrera de 1977 con el Team Surtees, aunque sin lograr clasificar a esa única carrera. A partir de allí, fue contratado por Theodore Racing, donde logró resultados destacados para un equipo privado.
En la temporada siguiente se unió a McLaren para la que corrió en 1978 y 1979, aunque coincidiendo con temporadas regulares para el equipo. Tras un paréntesis de un año en donde vuelve a los Estados Unidos y gana su segundo título Can-Am (había logrado el primero en 1977). El piloto francés regresa en 1981 a la F1 con Theodore y que deja a mitad de temporada para fichar por Ligier.
En 1982, Ferrari pierde trágicamente a Gilles Villeneuve durante los entrenamientos del Gran Premio de Bélgica y Tambay es llamado por la Scuderia para sustituirle. Ese mismo año ganó el Gran Premio de Alemania y junto a otros buenos resultados posibilitaron su renovación para la siguiente temporada, además de aportar puntos para que el equipo lograse la victoria en el campeonato de constructores. En 1983, Tambay completó un buen campeonato finalizando en cuarta posición y consiguiendo junto a René Arnoux un nuevo título en constructores para Ferrari.
En 1984, la escudería se decide por la pareja Alboreto-Arnoux y Tambay es contratado por Renault, para la que corre dos temporadas logrando algunos podios. El francés se retira en 1986 con el Team Haas.
Tambay también corrió el Rally Dakar en la clase de automóviles, donde terminó tercero en 1988 con un Range Rover, en 1989 con un Mitsubishi Pajero y en 1991 con un Lada Samara.
El francés disputó el Campeonato Mundial de Resistencia de 1989 con el equipo oficial Jaguar. Logró un segundo puesto en Jarama junto a Jan Lammers, para terminar terminó octavo en el campeonato de pilotos y cuarto en el de equipos. Ese año también resultó cuarto en las 24 Horas de Le Mans, contando como tercer piloto a Andrew Gilbert-Scott.
En 2005 y 2006 compitió en algunas carreras del Grand Prix Masters.

## Resultados

### Fórmula 1
(Clave) (negrita indica pole position) (cursiva indica vuelta rápida)

| Año     | Escudería                 | 1       | 2       | 3       | 4       | 5       | 6       | 7       | 8       | 9       | 10      | 11      | 12      | 13      | 14      | 15      | 16      | 17      | Pos. | Puntos |
| ------- | ------------------------- | ------- | ------- | ------- | ------- | ------- | ------- | ------- | ------- | ------- | ------- | ------- | ------- | ------- | ------- | ------- | ------- | ------- | ---- | ------ |
| 1977    | Team Surtees              | ARG     | BRA     | RSA     | USW     | ESP     | MON     | BEL     | SWE     | FRA DNQ |         |         |         |         |         |         |         |         | 18.º | 5      |
| 1977    | Theodore Racing Hong Kong |         |         |         |         |         |         |         |         |         | GBR Ret | GER 6   | AUT Ret | NED 5   | ITA Ret | USA DNQ | CAN 5   | JPN Ret | 18.º | 5      |
| 1978    | Marlboro Team McLaren     | ARG 6   | BRA Ret | RSA Ret | USW 12  | MON 7   | BEL     | ESP Ret | SWE 4   | FRA 9   | GBR 6   | GER Ret | AUT Ret | NED 9   | ITA 5   | USA 6   | CAN 8   |         | 14.º | 8      |
| 1979    | Marlboro Team McLaren     | ARG Ret | BRA Ret | RSA 10  | USW Ret | ESP 13  | BEL DNQ | MON DNQ | FRA 10  | GBR 7   | GER Ret | AUT 10  | NED Ret | ITA Ret | CAN Ret | USA Ret |         |         | NC   | 0      |
| 1981    | Theodore Racing Team      | USW 6   | BRA 10  | ARG Ret | SMR 11  | BEL DNQ | MON 7   | ESP 13  |         |         |         |         |         |         |         |         |         |         | 19.º | 1      |
| 1981    | Equipe Talbot Gitanes     |         |         |         |         |         |         |         | FRA Ret | GBR Ret | GER Ret | AUT Ret | NED Ret | ITA Ret | CAN Ret | LVG Ret |         |         | 19.º | 1      |
| 1982    | Scuderia Ferrari          | RSA     | BRA     | USW     | SMR     | BEL     | MON     | USE     | CAN     | NED 8   | GBR 3   | FRA 4   | GER 1   | AUT 4   | SUI DNS | ITA 2   | LVG DNS |         | 7.º  | 25     |
| 1983    | Scuderia Ferrari          | BRA 5   | USW Ret | FRA 4   | SMR 1   | MON 4   | BEL 2   | USE Ret | CAN 3   | GBR 3   | GER Ret | AUT Ret | NED 2   | ITA 4   | EUR Ret | RSA Ret |         |         | 4.º  | 40     |
| 1984    | Equipe Renault Elf        | BRA 5   | RSA Ret | BEL 7   | SMR Ret | FRA 2   | MON Ret | CAN DNS | USE Ret | USA Ret | GBR 8   | GER 5   | AUT Ret | NED 6   | ITA Ret | EUR Ret | POR 7   |         | 11.º | 11     |
| 1985    | Equipe Renault Elf        | BRA 5   | POR 3   | SMR 3   | MON Ret | CAN 7   | USE Ret | FRA 6   | GBR Ret | GER Ret | AUT 10  | NED Ret | ITA 7   | BEL Ret | EUR 12  | RSA     | AUS Ret |         | 12.º | 11     |
| 1986    | Team Haas (USA) Ltd.      | BRA Ret | ESP 8   | SMR Ret | MON Ret | BEL Ret | CAN DNS | USE     | FRA Ret | GBR Ret | GER 8   | HUN 7   | AUT 5   | ITA Ret | POR NC  | MEX Ret | AUS NC  |         | 15.º | 2      |
| Fuente: |                           |         |         |         |         |         |         |         |         |         |         |         |         |         |         |         |         |         |      |        |

### Rally Dakar
| Año     | Categoría | Copiloto          | Vehículo    | Posición | Etapas |
| ------- | --------- | ----------------- | ----------- | -------- | ------ |
| 1987    | Coches    | Dominyque Lemoine | Range Rover | 19.º     | 3      |
| 1988    | Coches    | Dominyque Lemoine | Range Rover | 3.º      | 2      |
| 1989    | Coches    | Dominyque Lemoine | Mitsubishi  | 3.º      | -      |
| 1990    | Coches    | Dominyque Lemoine | Lada        | Ret.     | 1      |
| 1991    | Coches    | Dominyque Lemoine | Lada        | 7.º      | -      |
| 1992    | Coches    | Edmond Bondenet   | Land Rover  | Ret.     | -      |
| 1996    | Coches    | Rene Metge        | Mitsubishi  | 13.º     | -      |
| 1997    | Coches    | Bernard Occelli   | SsangYong   | Ret.     | -      |
| Fuente: |           |                   |             |          |        |

## Fallecimiento
El 4 de diciembre de 2022, Patrick murió a los 73 años debido a la enfermedad de Parkinson.